# 16078 Керолгерш
16078 Керолгерш (16078 Carolhersh) — астероїд головного поясу, відкритий 9 вересня 1999 року.
Тіссеранів параметр щодо Юпітера — 3,446.